# Влатка Оршанич
Влатка Оршанич (29 січня 1958 року, Забок, СФРЮ) — хорватська оперна співачка (сопрано). У 1979 році закінчила Академію музики (Любляна).